# Albert Bilicke

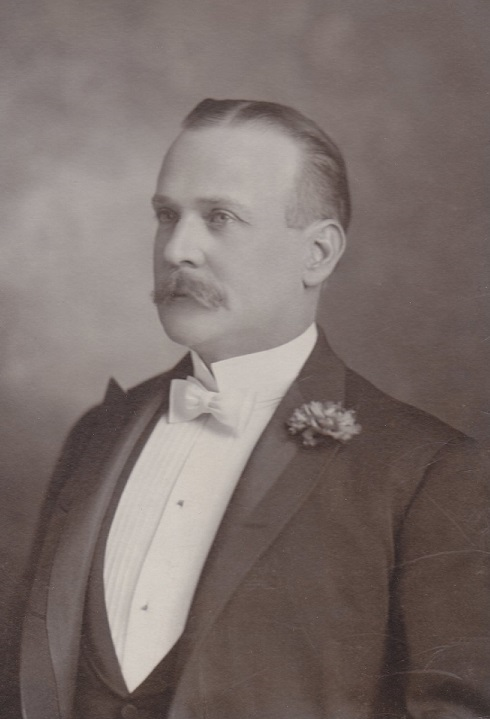
Albert Bilicke (undatiert).

Albert Clay Bilicke (* 22. Juni 1861 in Coos County, Oregon, USA; † 7. Mai 1915 im Atlantik vor der irischen Küste) war ein US-amerikanischer Hoteleigentümer, Immobilienmakler, Investor und Bauunternehmer, der vor allem im US-Bundesstaat Kalifornien eine führende Rolle in der Bauwirtschaft und dem Hotelgewerbe spielte.

## Werdegang
Nachdem Albert Bilicke in San Francisco die Heald’s Business School besucht hatte, zog er im Alter von 17 Jahren nach Arizona, wo er in das Hotelgewerbe einstieg. Zusammen mit seinem Vater gründete er das Cosmopolitan Hotel in Florence, in dem er zunächst nur als Angestellter tätig war. Das Hotelgeschäft der Familie florierte und als ein weiteres Cosmopolitan Hotel in seiner Heimatstadt Tombstone eröffnet wurde, wurde er dessen Manager. Nach dem Tod seines Vaters wurde Bilicke mit 21 Jahren dessen Nachfolger als Vorsitzender des Bergbauunternehmens Pedro Consolidated Mining Company.
1885 ging er nach Kalifornien, wo er zunächst Hotels in Santa Rosa, Modesto (Ross House) und Santa Cruz (Pacific Ocean House) eröffnete. 1891 zog Bilicke nach Los Angeles. Dort errichtete und managte er 1893 das elegante Hollenbeck Hotel. 1904 begann Bilicke sein größtes Projekt: Die Planung des Alexandria Hotels. Es wurde im darauf folgenden Jahr eröffnet und entwickelte sich schnell zur renommiertesten Adresse in Los Angeles. Weiterhin investierte Bilicke in Immobilien in Kansas City, Missouri, was ihn zum Millionär machte.
Neben seiner Tätigkeit als Hotelbetreiber machte sich Albert Bilicke auch als Bauunternehmer im Südosten der Vereinigten Staaten einen Namen. Zusammen mit dem Bautycoon Robert Rowan (1875–1918) gründete er den Konzern Bilicke-Rowan Fireproof Building Company, der Grundstücke aufkaufte und darauf Hotels und Bürogebäude errichtete. Das Unternehmen wurde sehr erfolgreich und bekam im Lauf der Jahre mehrere Ableger, wie die Bilicke-Rowan Annex Company, die Bilicke-Rowan Commercial Building Company, die Century Building Company, die Central Fireproof Building Company und die Commercial Fireproof Building Company.

## Familie und Privatleben
Bilicke war der Sohn der deutschen Immigranten Charles Gustavus Bilicke (1831–1896) und Caroline Sigismund (1826–1902). Zusammen mit seiner Schwester Louise Emma Bilicke wuchs er in Tombstone (Arizona) auf. Am 10. September 1900 heiratete er Gladys Huff (1865–1943) aus Illinois, mit der er drei Kinder hatte: Albert Constant (1902–1995), Nancy Caroline (1903–1941) und Carl Archibald (1907–1992). Bilicke und seine Familie lebten auf einem großen Anwesen auf dem Monterey Boulevard in South Pasadena, Kalifornien, dessen ausgedehnte Orangenhaine terrassenartig zum Meer hin abfielen. Er und seine Frau waren im sozialen Leben der Gemeinde South Pasadena aktiv.
Bilicke war in seiner Freizeit sportlich aktiv und trat mehreren Organisationen bei, wie dem Athletic and Annandale Golf Club in Los Angeles, dem Valley Hunt Club in Pasadena und dem Southern California Auto Club. Außerdem war er Mitglied der Freimaurer und der Tempelritter.
Am 17. Juli 1923 heiratete seine Tochter in Paris Henry D. DeRoulet (1900–1979), Erbe eines Immobilienvermögens aus Los Angeles. Sie hatten eine Tochter, Joan Bilicke DeRoulet Schmoele (1925–1995).

## Tod
Nachdem sich Bilicke im Frühjahr 1915 einer schweren Unterleibsoperation unterzogen hatte, rieten ihm seine Chirurgen zu einer kurzen entspannenden Urlaubsreise, um sich von den Strapazen zu erholen. Er entschied sich aber zu einem ausgedehnten Trip und reiste mit seiner Frau nach New York. Dort entschied sich das Ehepaar spontan zu einer Atlantiküberquerung mit anschließendem Englandaufenthalt. Sie buchten eine Passage Erster Klasse (Ticket-Nr. 19841) auf dem britischen Luxusdampfer Lusitania, der am 1. Mai in New York ablegte und sieben Tage später in Liverpool einlaufen sollte. In den Tagen vor der Abfahrt schickte er mehrere Postkarten an Freunde, die ihm aufgrund des Seekriegs alle sofort davon abrieten, mit der Lusitania zu fahren. Das Ehepaar bewohnte B-48, eine Luxussuite mit eigenem Bad.
Am 7. Mai 1915 wurde das Schiff, das knapp 2000 Menschen an Bord hatte, vor der Südküste Irlands von einem deutschen U-Boot versenkt, da die Deutschen Waffen und Konterbande für das feindliche England an Bord vermuteten. Albert Bilicke und seine Frau stiegen in ein Rettungsboot, das sich beim Abfieren überschlug und seine Insassen in die See warf. Albert Bilicke kam beim Untergang ums Leben. Gladys Bilicke schaffte es, sich an Wrackteilen festzuhalten, bis sie Stunden später gerettet wurde. Im irischen Queenstown, wohin die Überlebenden gebracht wurden, suchte Gladys vergeblich die Leichenhallen nach ihrem Mann ab; seine Leiche wurde nie gefunden.
In Los Angeles errichtete Gladys Bilicke ein Denkmal für ihren verstorbenen Ehemann. Wie viele andere Hinterbliebene des Lusitania-Zwischenfalls verklagte sie das Deutsche Reich und erhielt 1924 50.000 US-Dollar Schadensersatz sowie weitere 30.000 US-Dollar für jedes ihrer Kinder.